# Jamendo
Jamendo — це музична платформа та спільнота, що має такі особливості:
- музика, розповсюджується на умовах ліцензій Creative Commons або Free Art
- альбоми можна скачать повністю, при цьому можна використовувати BitTorrent або eDonkey
- аудіофайли в форматах Ogg Vorbis і MP3
- вбудована система рекомендацій
- теги і рецензії
- добровільні пожертви виконавцям шляхом PayPal

Назва проекту є контамінацією двох музичних слів: «jam» і «crescendo».
У квітні 2008 з'явився спеціальний інтерфейс для пошуку MP3 і Ogg/Vorbis торрентів.